# Estelle Raffai
Estelle Raffai (6 de febrero de 1998) es una deportista de Francia que compite en atletismo. Ganó una medalla de bronce en el Campeonato Mundial de Atletismo Sub-20 de 2016, en la prueba de 200 m.